# جوليا كلارك
جوليا كلارك (بالإنجليزية: Julia Clark)‏ (من مواليد 21 ديسمبر 1880 - تُوفيت في 17 يونيو 1912) وهي ثالث امرأة تحصل على رخصة الطيران من نادي إيرو الأمريكي، وأول امرأة أمريكية تموت أثناء قيادتها لطائرة. حصلت على رخصة الطيران في 19 مايو 1912 وتوفيت بعد أقل من شهر واحد من حصولها على الرخصة.

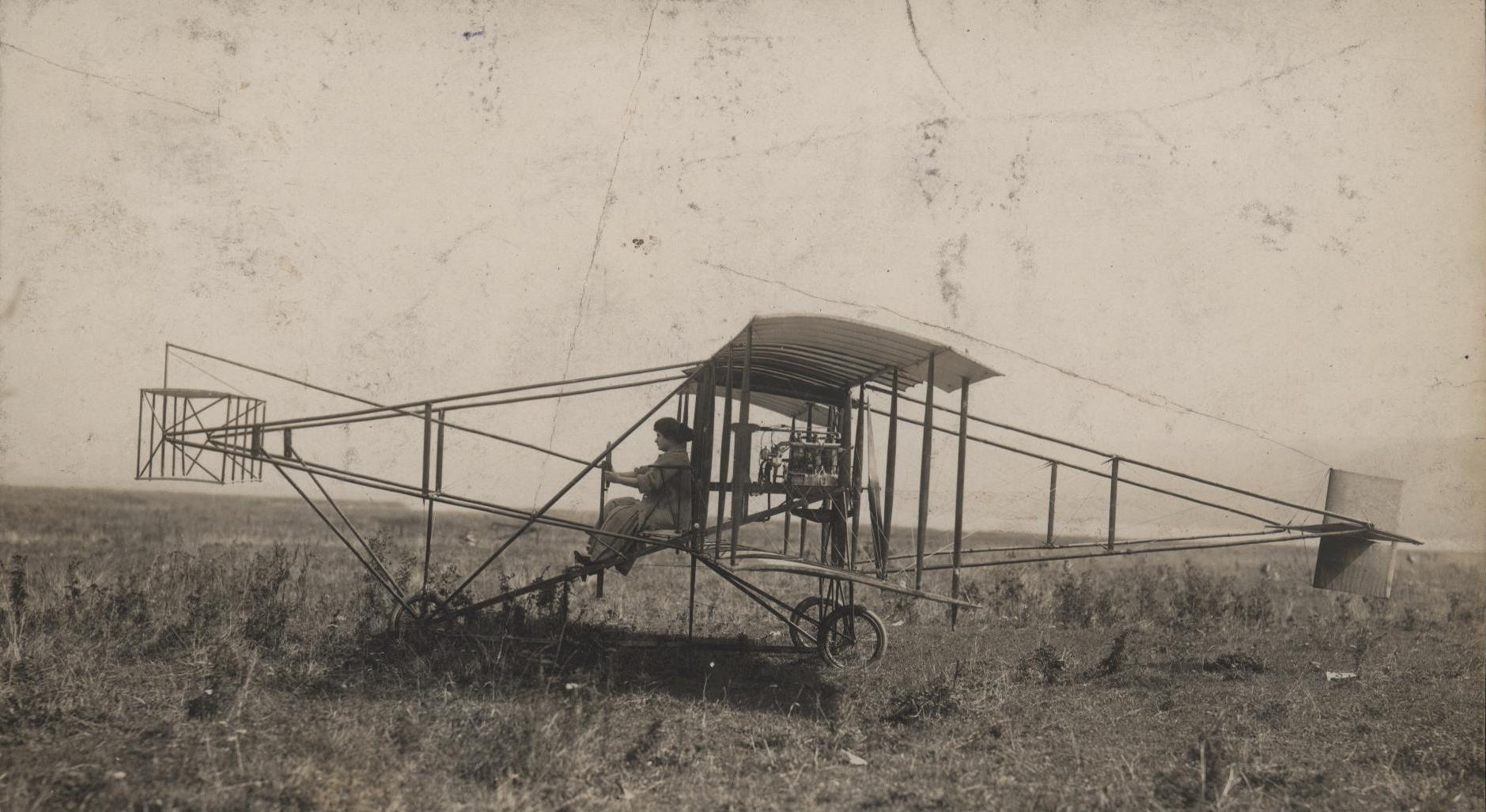
طائرة جوليا كلارك، 1911 (9897521094)

## حياتها
ولدت جوليا كلارك في بانغور (ميشيغان) في 21 ديسمبر 1880. انتقلت عائلتها إلى ولاية كاليفورنيا ، وبعد ذلك إلى دنفر (كولورادو). بدأ اهتمامها بالطيران عندما حضرت لقاء شيكاغو الدولي للطيران لعام 1911. سجلت جوليا في مدرسة للطيران في سان دييغو حيث حصلت في 19 مايو 1912 على رخصة الطيارين (رقم 133) بعد التمكن من الوصول إلى 1000 قدم. ثم انضمت إلى فريق معرض Curtiss-Wright Aviators. في 17 يونيو 1912 ، قررت القيام برحلة تجريبية. كانت الرؤية ضعيفة، وبعد ضرب أحد أطراف الشجرة، سقطت الطائرة على الأرض. تم إسعافها إلى المستشفى، ولكنها لم تستعد وعيها. تم إرسال جسدها إلى منزلها في دنفر.
كانت كلارك أول امرأة أمريكية تموت في حادث جوي، قبل وفاة هارييت كيمبي لمدة أسبوعين. وكانت أيضا أول امرأة طيارة مرخصة تموت بطائرة تجريبية. كان قبلها الطيارين دنيس مور في يوليو 1911 وسوزان برنار في مارس 1912 ، ولكنهم لم يحصلوا على رخصة للطيران وبالتالي تعتبر جوليا أول امرأة تموت بعد حصولها على رخصة للطيران مباشرة. كان كل من مور وبرنارد يحضران مدرسة هنري فارمان للطيران، في فرنسا وقت وفاتهما.

## وصلات خارجية
- Julia Clark at EarlyAviators.com